# デジテル
株式会社デジテル(英: DIGITEL CO., Ltd )とは、東京都港区に本社を置く届出電気通信事業者。

## 概要
電気通信事業者からの再販業務を主とする企業で、携帯電話のレンタル等も行っている。
また、銀行業以外による資金決済業について規定する資金決済に関する法律の施行に伴い、関東財務局より2012年2月27日付けで資金移動業者として登録を受けた。

## サービス

### 国際送金サービス
2012年3月1日に提供開始された海外送金ネットサービスで、2015年現在は、韓国のみに対応しているAプランとマネーグラム提携サービスのBプランが存在する。
会員登録および送金依頼はファックスまたはメールなどで受け付けている。

#### Aプラン
2012年11月末現在
- 送金者
  - 送金手数料 1500円
- 受取人
  - なし（受取人の銀行口座振込の手数料は別途要する）